# Flugplatz Tromelin

i7
i11
i13
Der Flugplatz Tromelin liegt auf der französischen Insel Tromelin in den Französischen Süd- und Antarktisgebieten (TAAF).
Er wurde 1954 für die automatisierte Wetterstation auf der Insel Tromelin errichtet und wird seitdem genutzt, um die Stationsmitarbeiter auf die Insel und von der Insel weg zu bringen. Der Flugplatz ist nicht Teil der EU und des Schengener Abkommens.

## Fluglinien
Die französischen Luftstreitkräfte führen von der Insel La Réunion aus Versorgungsflüge sowie medizinische Rücktransporte durch. Auch nach Mayotte gibt es Verbindungen für Personalwechsel.

## Umweltschutz
Um die auf der Insel nistenden Vögel zu schützen, wurde 2019 eine Einschränkung der Nutzung des Flugplatzes geprüft.